# Antoni Maria Oriol i Tataret
Antoni Maria Oriol i Tataret (Camagüey, Cuba, 7 de novembre de 1928 - Barcelona, 23 d'abril de 2014) fou un prevere i docent català d'origen cubà. Exercí de professor de teologia moral social a la Facultat de Teologia de Catalunya, especialista en la Doctrina Social de l'Església. Participà activament a la Federació de Cristians de Catalunya.

## Biografia
Obtingué les llicenciatures en filosofia (1949) i teologia (1953) a la Pontifícia Universitat Gregoriana de Roma, on va ser premi extraordinari de filosofia. ordenat pel bisbe Ramon Masnou, el 13 d'abril de 1954 fou prevere de la Parròquia del Carme de la diòcesi de Vic. Exercí de professor del Col·legi de sant Miquel de Vic i consiliari del Moviment d'Escoltisme (1954-56). Participà activament en l'Acció Catòlica de Vic entre el 1956 i 1962, on fou conciliar diocesà i director de la revista Casal. També assessorà l'Acció Catòlica al bisbat de Barquisimeto (Veneçuela) entre el 1963 i el 1966. Participà en el Concili Vaticà II com a pèrit de diversos bisbes de Veneçuela. Va ser relator del tercer tema del Concili Tarraconense: «La sol·licitud pels més pobres i marginats».
Des del 1970 fins a la seva jubilació fou professor de teologia moral social a la Facultat de Teologia de Catalunya. També impartí classes d'aquesta matèria a la Facultat de teologia de Vitòria, al Seminari diocesà de la Laguna a Tenerife i a la Facultat de Ciències Polítiques i sociologia «León XIII» de la Universitat Pontifícia de Salamanca, en el Màster en Doctrina Social de l'Església. Promogué i dirigí el Seminari de Doctrina i Acció social de l'Església (SEDASE) de la Facultat de Teologia de Catalunya fins al 2003.
Fou la màxima autoritat a Catalunya en la Doctrina Social de l'Església, on s'especialitzà en el tema nacional, publicant diversos articles i llibres sobre aquesta matèria, com Fet nacional i magisteri social de l'Església (Proa 2003) i Nació i Magisteri pontifici (Proa, 2007), els textos de tots els papes defensant els drets de les nacions. Defensava que el pensament social catòlic ha tractat a bastament no només els drets de les persones en sentit individual, sinó també els drets dels pobles i les nacions. Recordava sovint les paraules de Joan Pau II del 1997, on afirmava que "la dignitat de la persona o la garantia dels drets de les nacions són principis morals abans que normes jurídiques". Defensava que el Vaticà seria el primer estat a reconèixer una Catalunya independent.
En els últims anys de la seva vida fou secretari del Patronat de la Fundació Dr. Albert Bonet, Consiliari dels Equips de Pastoral de la Política i de la Comunicació de la Federació de Cristians de Catalunya, i sacerdot de la Parròquia de Sant Eugeni Papa de Barcelona. Al seu enterrament hi assistiren el Director General d'Afers Religiosos de la Generalitat de Catalunya, Enric Vendrell, i el Conseller d'Interior, Ramon Espadaler. Morí coincidint amb la Diada de Sant Jordi del 2014 després de la complicació d'una operació.